# Bob Wente
Robert L. "Bob" Wente (St. Louis, Missouri, 28 mei 1933 - St. Charles, Missouri, 13 augustus 2000) was een Amerikaans autocoureur. In 1960, 1961, 1963, 1964, 1965, 1966 en 1967 schreef hij zich in voor de Indianapolis 500, waarbij hij zich alleen in 1964 wist te kwalificeren. In deze race reed hij vlak achter Eddie Sachs en Dave MacDonald, die in de eerste ronde allebei dodelijk verongelukten. Desondanks reed hij door en eindigde als negende. De race van 1960 was ook onderdeel van het Formule 1-kampioenschap.
Wente reed tussen 1959 en 1967 ook elfmaal een USAC Championship Car-race, waarbij zijn beste resultaat een derde plaats was tijdens de Trenton 100 op de Trenton Speedway.